# Éruption plinienne

Schéma d'une éruption plinienne.

Les éruptions pliniennes sont des éruptions volcaniques explosives extrêmement puissantes. Elles se caractérisent par l'émission à jet continu d'un panache de gaz chaud, de cendres et de ponces. Le panache culmine à des dizaines de kilomètres de hauteur et ses constituants solides retombent ensuite sur un large territoire, formant un épais dépôt d'éjectas grossiers.
Environ 40 % des volcans polygéniques sont sujets à des éruptions pliniennes, mais qui ne se produisent pas fréquemment. On estime à 5-10 par siècle la fréquence des éruptions pliniennes à l'échelle du globe ce qui fait, compte tenu de la difficulté d'accès à certains des volcans concernés, que peu de ces éruptions ont été observées et encore moins étudiées en temps réel. Les premières descriptions écrites d'une éruption plinienne sont celles du Vésuve en 79, mentionnées dans plusieurs lettres de Pline le Jeune, décrivant l'expérience de son oncle Pline l'Ancien. La première éruption plinienne observée par des volcanologues est celle de l'Hekla en 1947. Il y eut ensuite celles du mont Saint Helens en 1980, du El Chichón en 1982, du Pinatubo en 1991 et du Sarytchev en 2009.
Les éruptions pliniennes sont surtout connues par leurs dépôts (dépôts aériens et coulées pyroclastiques), des marqueurs importants en téphrochronologie, clairement distincts des autres produits du volcanisme explosif. Le volume total des dépôts varie de quatre ordres de grandeur d'une éruption à l'autre, le maximum se situant autour de 100 km3. Leurs caractéristiques principales sont une proportion élevée de magma juvénile, une large dispersion (due à un taux de décharge élevé), la grossièreté des éjectas et une grande homogénéité verticale (due à la continuité de la décharge).
On retrouve dans différents dépôts pliniens toute la variété des compositions de magma (à l'exception des plus mafiques) mais avec des abondances particulières : environ 80 % de rhyolites et de dacites, moins de 1 % de basaltes. Un zonage compositionnel s'observe souvent.

## Origine de l'appellation
L'éruption du Vésuve, qui ensevelit Pompéi et Herculanum en 79, était une éruption plinienne. Pline le Jeune l'a décrite dans une lettre à Tacite en donnant les circonstances de la mort de son oncle Pline l'Ancien qui s’en était approché pour l’observer et porter secours à des amis. Voici le passage principal de la description : 
« Une nuée se formait (on ne pouvait bien voir de loin de quelle montagne elle sortait, on sut ensuite que c’était du Vésuve), ayant l’aspect et la forme d’un arbre et faisant penser surtout à un pin. Car après s’être dressée à la manière d’un tronc fort allongé, elle déployait comme des rameaux, ayant été d’abord, je suppose, portée en haut par la colonne d’air au moment où elle avait pris naissance, puis cette colonne étant retombée, abandonnée à elle-même ou cédant à son propre poids, elle s’évanouissait en s’élargissant ; par endroit elle était d’un blanc brillant, ailleurs poussiéreuse et tachetée, par l’effet de la terre et de la cendre qu’elle avait emportées. » (Plin., Εp., VI, 16. (trad. Belles-lettres, II, p. 114).
Ces lettres ont permis de mieux connaître ce type d'éruption et de les classifier en leur attribuant le nom de l'encyclopédiste romain.

## Caractéristiques
Dans la plupart des cas, la lave a extrêmement de mal à sortir de la cheminée volcanique, ce qui entraîne l'augmentation de la pression interne dans le volcan jusqu'à provoquer de gigantesques explosions.
Lors de l'éjection magmatique et de l'ascension de la colonne de lave très riche en gaz non-dissous, la pression hydrostatique du fluide (P = ρ·g·h) chute rapidement en fonction de la profondeur lors de la remontée de la colonne de lave et le volume des gaz augmente en conséquence (P·V = Cte, selon la loi de Boyle-Mariotte). Un effet analogue à celui d'un airlift se produit et il s'ensuit une accélération considérable du processus d'expulsion de l'émulsion de lave et la formation de nuées ardentes. L'accélération très rapide de l'expulsion de la lave à la suite de la détente quasi explosive des gaz peut aller jusqu'à vider la chambre magmatique et conduire à l'effondrement brutal du volcan sur lui-même en donnant naissance à une caldeira.
Au cours de ces explosions, un panache volcanique s'élevant généralement à une dizaine de kilomètres en altitude peut s'accompagner d'une déferlante pyroclastique (un type de nuée ardente), qui détruit toute vie et toute construction parfois jusqu'à des dizaines de kilomètres à la ronde. L'ascension du panache de cendres dans l'atmosphère y provoque par frottement l'accumulation de charges d'électricité statique qui donnent souvent lieu à la formation d'éclairs et d'arc de foudre. 

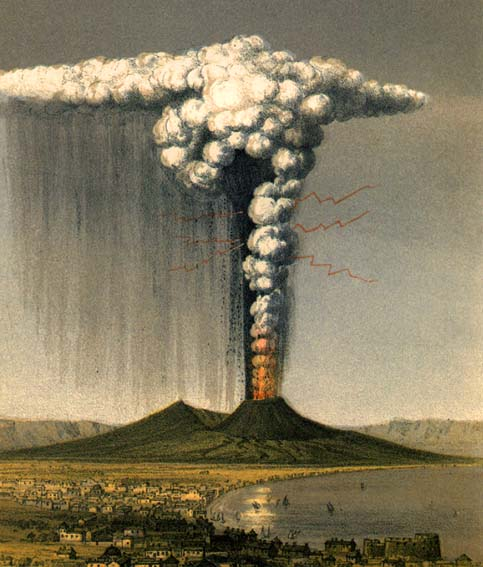
Éruption du Vésuve vue de Naples en octobre 1822 ; l'éruption plinienne du Vésuve en 79 lui a peut-être ressemblé.
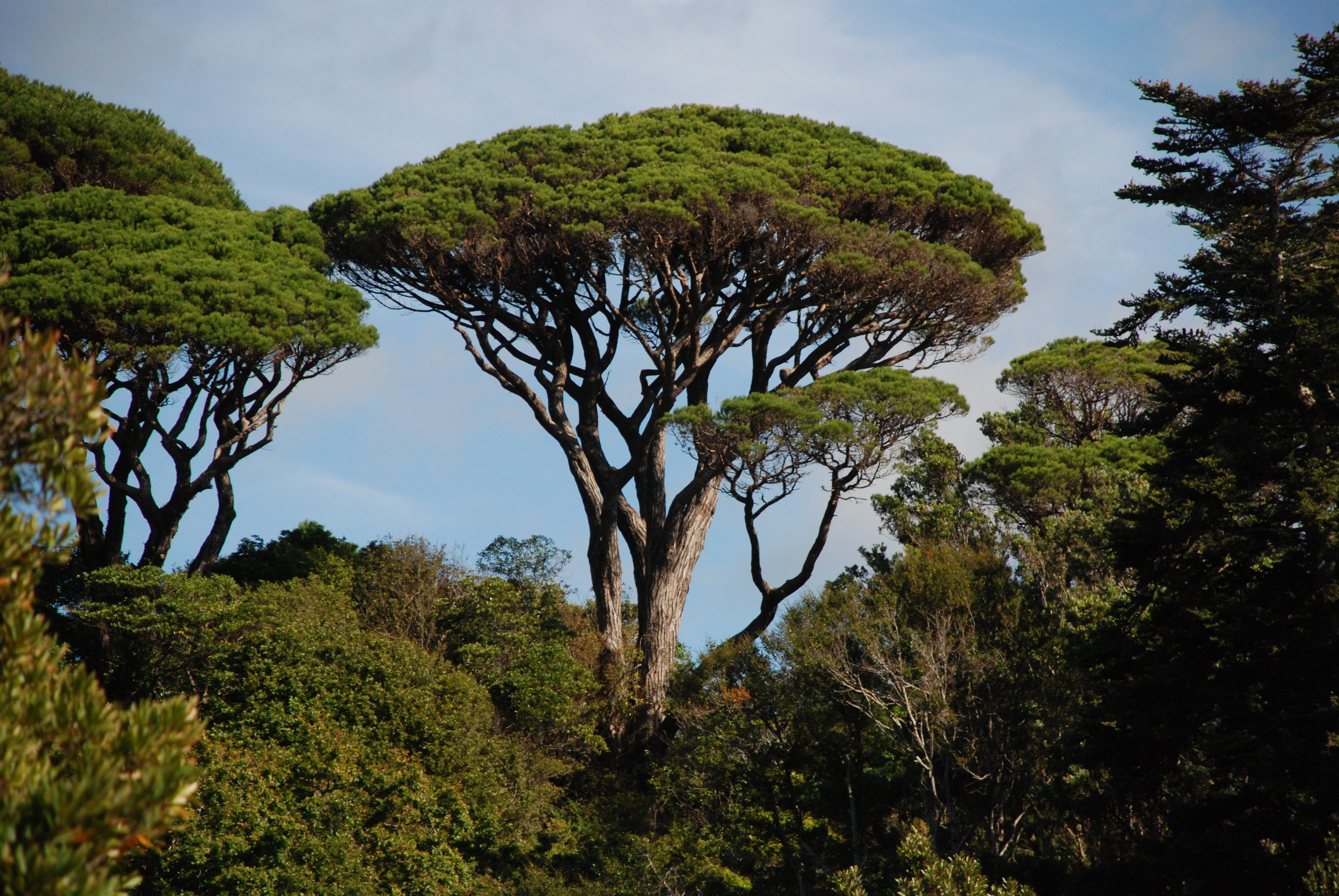
Un pin parasol, le type d'arbre que Pline utilise pour décrire l'éruption.
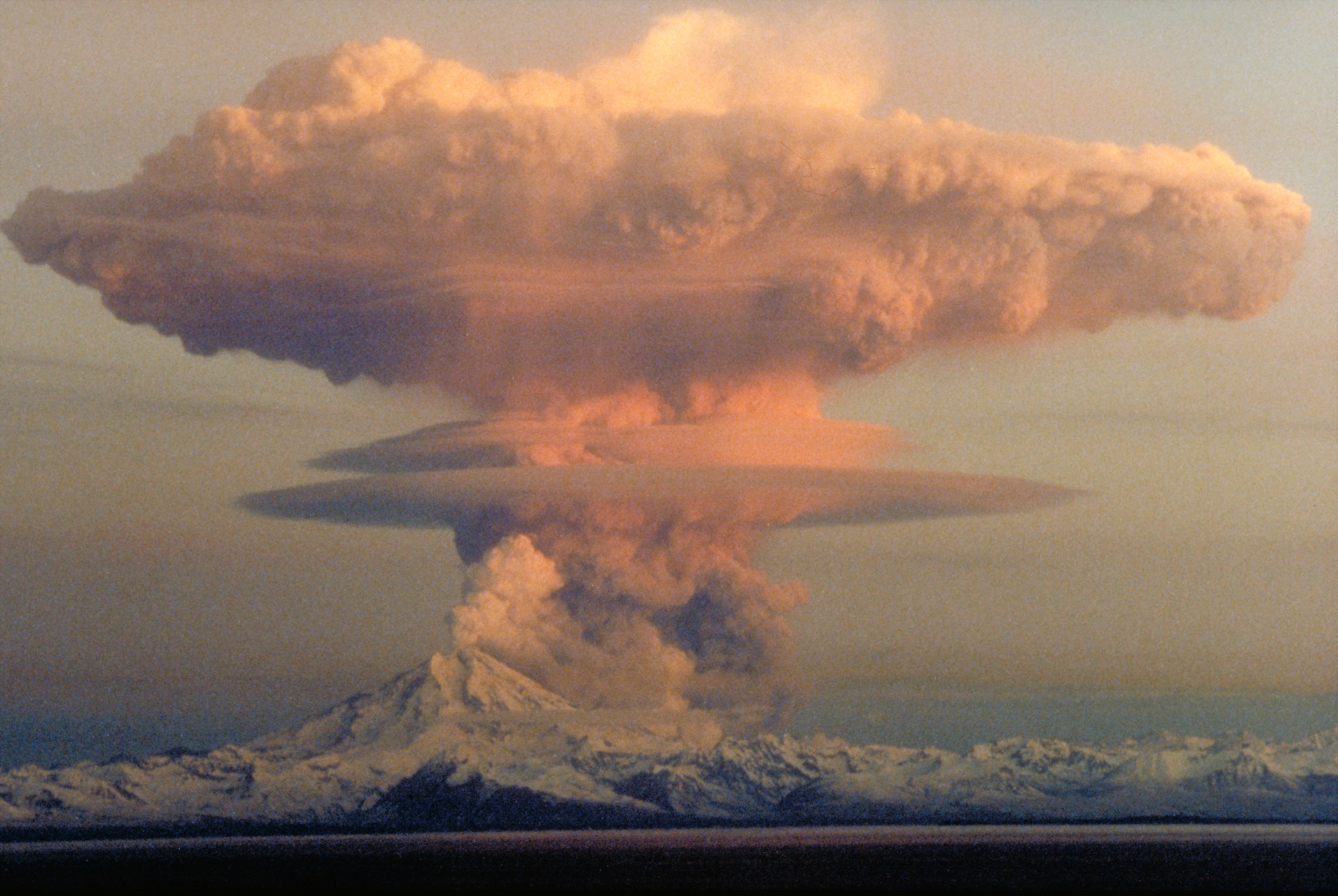
Le nuage d'éruption du Mont Redoubt le 21 avril 1990, vu de l'ouest de la péninsule Kenai.

## Éruptions ultrapliniennes
L'expression d'« éruption ultraplinienne » désigne les éruptions pliniennes d'indice d'explosivité volcanique exceptionnel, telle que celle du Samalas sur l'île de Lombok en 1257 en Indonésie, plus importante que celle du Tambora, voisin, en 1815, que l'on considérait alors la plus forte des trois derniers millénaires. Cette éruption, une des plus violentes de l’Holocène, a généré un panache volcanique de 43 ± 9 km de hauteur. Elle a également provoqué l’effondrement du Samalas et du Rinjani, laissant une caldeira s'étendant sur 6 x 8,5 km et d’au moins 800 m de profondeur, aujourd’hui occupée par le lac Segara Anak.